# Wellington (Metro de Chicago)
Wellington es una estación en las líneas Marrón y Púrpura del Metro de Chicago. La estación se encuentra localizada en 945 West Wellington Avenue en Chicago, Illinois. La estación Wellington fue inaugurada el 31 de mayo de 1900.  La Autoridad de Tránsito de Chicago es la encargada por el mantenimiento y administración de la estación. La Línea Púrpura Expresa opera solamente durante las horas pico de lunes a viernes.

## Descripción
La estación Wellington cuenta con 2 plataformas laterales y 4 vías. 

## Conexiones
La estación es abastecida por las siguientes conexiones de autobuses: 
- Rutas del CTA Buses